# Myriopteris
Myriopteris är ett släkte av kantbräkenväxter. Myriopteris ingår i familjen Pteridaceae.

## Dottertaxa tillMyriopteris, i alfabetisk ordning[1]
- Myriopteris aemula
- Myriopteris alabamensis
- Myriopteris allosuroides
- Myriopteris aurea
- Myriopteris chipinquensis
- Myriopteris cinnamonea
- Myriopteris clevelandii
- Myriopteris cooperae
- Myriopteris covillei
- Myriopteris cucullans
- Myriopteris fendleri
- Myriopteris fibrillosa
- Myriopteris fimbriata
- Myriopteris gracilis
- Myriopteris gracillima
- Myriopteris intertexta
- Myriopteris jamaicensis
- Myriopteris lanosa
- Myriopteris lendigera
- Myriopteris lindheimeri
- Myriopteris longipila
- Myriopteris macleanii
- Myriopteris marsupianthes
- Myriopteris maxoniana
- Myriopteris mexicana
- Myriopteris mickelii
- Myriopteris microphylla
- Myriopteris moritziana
- Myriopteris myriophylla
- Myriopteris newberryi
- Myriopteris notholaenoides
- Myriopteris parishii
- Myriopteris parryi
- Myriopteris peninsularis
- Myriopteris pringlei
- Myriopteris rawsonii
- Myriopteris regularis
- Myriopteris rufa
- Myriopteris scabra
- Myriopteris scariosa
- Myriopteris tomentosa
- Myriopteris windhamii
- Myriopteris viscida
- Myriopteris wootonii
- Myriopteris wrightii
- Myriopteris yatskievychiana
- Myriopteris yavapensis